# カラム・マクドナルド
カラム・マクドナルド（Callum Mcdonald、2000年3月6日 - ）は、オーストラリア出身のラグビーユニオン選手。ジャパンラグビーリーグワンの東芝ブレイブルーパス東京に所属している。

## 略歴
ブランビーズの養成チームを経て、2021年にNTTコミュニケーションズ シャイニングアークス東京ベイ浦安に加入。
2022年3月20日に行われたJAPAN RUGBY LEAGUE ONE第10節交流戦東京サンゴリアス戦にて、先発出場で日本での公式戦初出場を果たした。
2022年9月、東京サントリーサンゴリアスに加入。2025年6月、退団。
2025年8月、東芝ブレイブルーパス東京に加入。